# Dihybocercus severini
Dihybocercus severini is een insectensoort uit de familie Embiidae, die tot de orde webspinners (Embioptera) behoort. De soort komt voor in West-Afrika.
Dihybocercus severini is voor het eerst wetenschappelijk beschreven door Enderlein in 1912.